# Hinton Priory
Hinton Priory, auch Hinton Charterhouse, war ein Kartäuserkloster im Nordosten von Somerset, England. Es bestand zwischen 1232 und 1539.

## Geschichte
Das Priorat war eines der zehn mittelalterlichen Kartäuserhäuser in England. Es wurde 1222 von William Longspee, 3. Earl of Salisbury, in Hatherop in Gloucestershire gegründet. Die Mönche war mit dem Ort unzufrieden und nach dem Tod von Longspees baten sie seine Witwe um einen abgeschiedeneren Standort. Sie überließ ihnen ihre Güter in Hinton und Norton St Philip in Somerset. Die neue Kartause wurde im Mai 1232, etwa 1 km vom Dorf Hinton entfernt, geweiht. Es wurde Locus Dei genannt, was „Ort Gottes“ bedeutet.
Ein Brüderhaus für die Laienbrüder wurde in der Nähe von Freshford, nahe des River Frome, etwa 1 km östlich der Kartause, errichtet. Vermutlich wurde es im 14. Jahrhundert nicht mehr genutzt und die Laienbrüder lebten auch in der Kartause.
Hinton erwarb 1529 das Land und den Besitz des kleinen Priorats Longleat.
Die Kartause wurde im Rahmen der Auflösung der englischen Klöster am 31. März 1539 aufgelöst. Zu dieser Zeit beherbergte es den Prior, sechzehn Mönche und sechs Laienbrüder. Das Anwesen wurde dann von Matthew Colthurst gekauft.

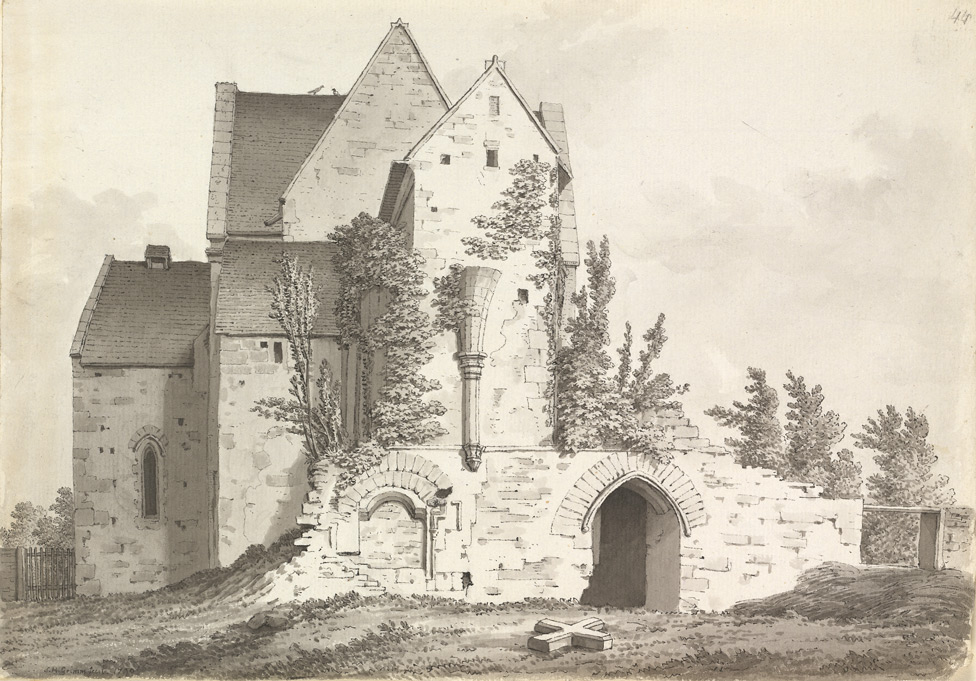
Hinton Priory Chapel, gezeichnet von Samuel Hieronymus Grimm 1790

Das Kapitelhaus mit der Bibliothek und dem Taubenschlag ist noch erhalten und ist seit 1956 als denkmalgeschütztes Gebäude der Kategorie I eingestuft. Ebenfalls erhalten ist das Refektorium (ebenfalls Kategorie I) und ein Teil eines ehemaligen Stallhofs (Kategorie II). All dies gehört heute zu dem Landhaus aus dem 16. Jahrhundert, das auch als Hinton Priory bekannt ist und sich im nördlichen Teil des Geländes befindet und selbst ein denkmalgeschütztes Gebäude der Kategorie I ist. Im Obstgarten und auf den Koppeln sind noch Erdarbeiten des großen Kreuzgangs sichtbar.
Die Stätte ist ein Scheduled Ancient Monument. Sie ist im Heritage at Risk Register von English Heritage aufgeführt. Der Eintrag für 2012 besagt, dass ihr Zustand „schlecht“ ist und dass für einige Teile eine Zustandsbewertung erforderlich ist.
Der Standort des Unterhauses am Fluss Frome ist ebenfalls ein denkmalgeschütztes Bauwerk. Eine kleine heutige Siedlung dort trägt den Namen ihres Vorgängers in der Bezeichnung „Friary“.